# Albert Lea
Albert Lea es una ciudad ubicada en el condado de Freeborn en el estado estadounidense de Minnesota. En el Censo de 2010 tenía una población de 18 016 habitantes y una densidad poblacional de 482,22 personas por km².

## Historia
La ciudad es llamada así por Albert Miller Lea, topógrafo de los Dragones de los Estados Unidos, que en 1835 realizó un reconocimiento del sur de Minnesota y el norte de Iowa, incluyendo el actual emplazamiento de Albert Lea.
Albert Lea se convirtió en la sede del condado tras una carrera de caballos ante Glenville (Minnesota).

## Geografía
Albert Lea se encuentra ubicada en las coordenadas 43°39′16″N 93°21′51″O / 43.65444, -93.36417. Según la Oficina del Censo de los Estados Unidos, Albert Lea tiene una superficie total de 37.36 km², de la cual 32.61 km² corresponden a tierra firme y (12.71%) 4.75 km² es agua.

## Demografía
Según el censo de 2010, había 18016 personas residiendo en Albert Lea. La densidad de población era de 482,22 hab./km². De los 18016 habitantes, Albert Lea estaba compuesto por el 89.99% blancos, el 1.13% eran afroamericanos, el 0.27% eran amerindios, el 1.13% eran asiáticos, el 0.08% eran isleños del Pacífico, el 5.27% eran de otras razas y el 2.12% pertenecían a dos o más razas. Del total de la población el 13.21% eran hispanos o latinos de cualquier raza.